# 瑞斯·伊凡斯
瑞斯·伊凡斯（英語：Rhys Ifans，威爾斯語發音：[r̥ɨːs ˈivans]；本名：里斯·歐文·艾凡斯［］；1967年7月22日—）是一名來自英国威尔士的演員和音樂人。他的知名作品有《摘星奇緣》、《紅氣球之戀》、《泳不放棄》等。曾參與《哈利波特》、《蜘蛛人：驚奇再起》與《蜘蛛人：無家日》演出。